# Tenerife (Magdalena)
Pour les articles homonymes, voir Tenerife (homonymie).
Tenerife est une municipalité située dans le département de Magdalena en Colombie.